# Philippe-Antoine de Bourbon
Titre
Duc de Calabre
13 juin 1747 – 19 septembre 1777
(30 ans, 3 mois et 6 jours)
Philippe-Antoine de Naples et de Sicile, Duc de Calabre, né le 13 juin 1747 au palais royal de Portici et mort le 19 septembre 1777 au même endroit, est le fils aîné et héritier de Charles III d'Espagne, mais est exclu de la succession des trônes d'Espagne et de Naples en raison de son handicap mental. Ses frères cadets, Charles IV d'Espagne et Ferdinand Ier des Deux-Siciles le remplacent dans la succession. Lorsque son père devient roi d'Espagne en 1759, Philippe-Antoine reste à Naples où il vit jusqu'à sa mort due à la variole à l'âge de trente ans.

## Biographie

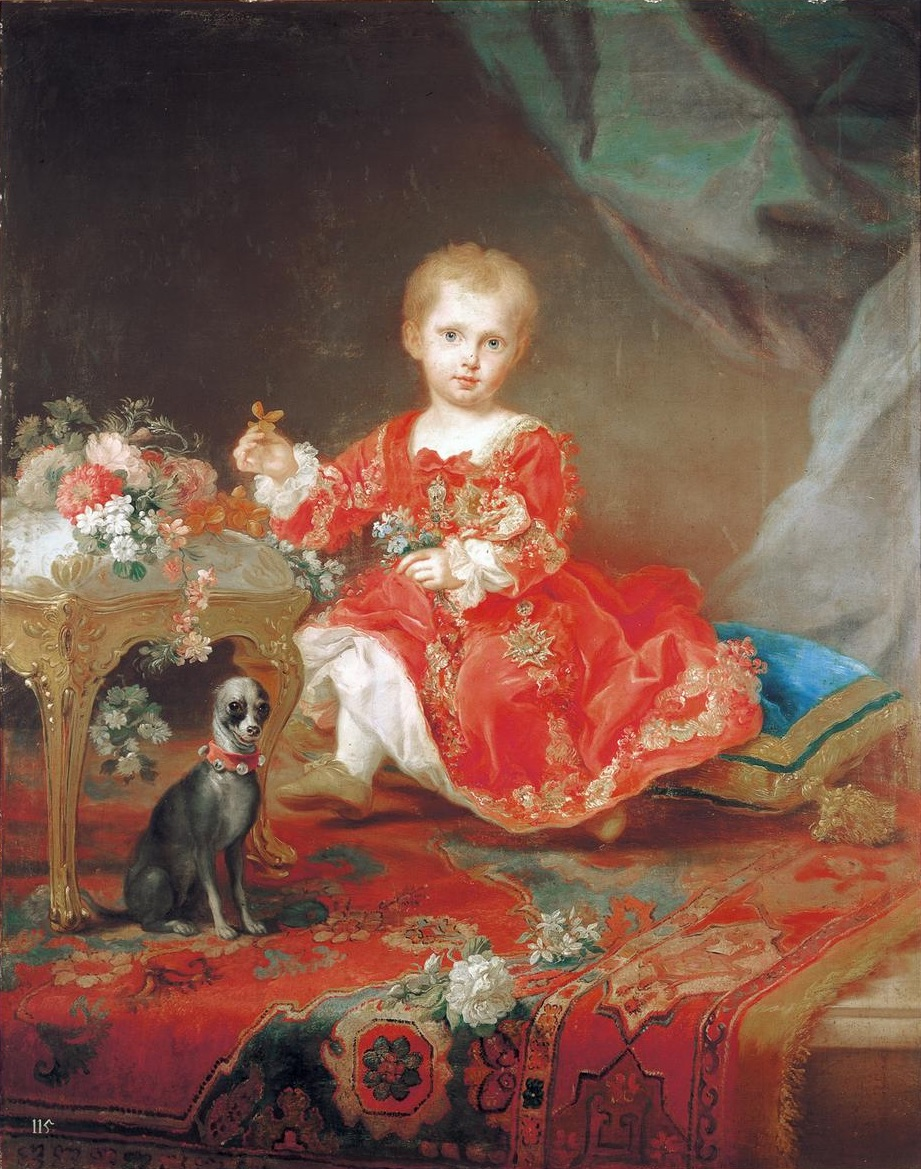
Le prince Philippe enfant, par Giuseppe Bonito.

### Héritier du trône

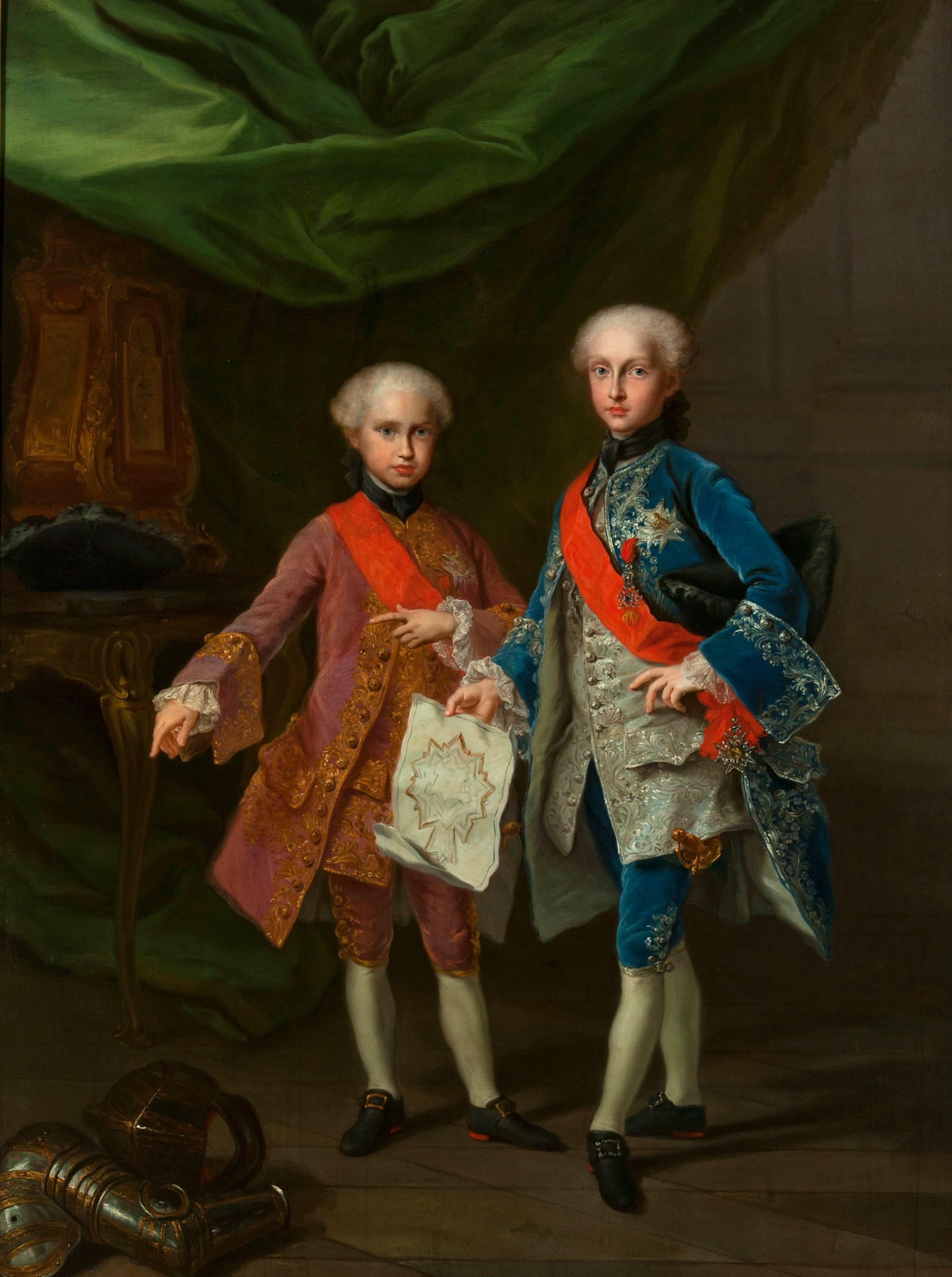
2 Le prince Philippe et son jeune frère, Charles, par Giuseppe Bonito, 1759.

Né au Reggia di Portici dans le royaume de Naples, il est le sixième enfant et fils aîné de Charles VII et V, alors roi de Naples et de la Sicile, et de son épouse Marie-Amélie de Saxe. Sa naissance est célébrée avec faste car ses parents ont eu cinq filles, dont trois mortes en bas âge. Le prince est baptisé Filippo Antonio Gennaro Pasquale Francesco de Paula. Son grand-père, le roi Philippe V d'Espagne, dont il prend le nom, est mort le 9 juillet 1746. Son parrain et sa marraine sont son oncle et sa tante paternelles Ferdinand VI d'Espagne et Marie-Barbara de Portugal. En tant qu'héritier de son père, il reçoit le titre de duc de Calabre. Bien qu'il soit né en bonne santé, il devient vite évident que quelque chose n'allait pas. Ses nourrices sont nombreuses et l'enfant souffre d'épilepsie. Lorsqu'il grandit, il devient clair qu'il a des inaptitudes physiques, en particulier pour son visage. Selon un noble, le prince souffrait de  « maux de tête qui le rendaient de mauvaise humeur ».
En 1754, l'ambassadeur de Sardaigne rapporte que « le prince ne semble pas en bonne santé », ajoutant qu'il « y avait quelque chose dans ses yeux qui n'était pas en harmonie avec le reste de son visage. J'ai été informé que bien qu'il ait sept ans, il ne sait pas parler et peut à peine prononcer un mot. ». Cependant, ses parents essayèrent de compenser ses déficiences physiques en le présentant aux cérémonies officielles comme si de rien n'était,. Jusqu'à l'âge de sept ans, Philippe-Antoine reste avec ses frères et sœurs sous la responsabilité d'une gouvernante. En 1755, il est placé avec son frère Charles sous la tutelle du Prince de San Nicandro.

### Exclusion de la succession
La mort de l'oncle de Philippe-Antoine, le roi Ferdinand VI d'Espagne, le 10 août 1759, force ses parents à accorder davantage d'intérêt à son statut. Comme Charles III devait partir en Espagne pour prendre possession du trône, il devait abdiquer des trônes de Naples et Sicile en faveur d'un de ses fils. Une assemblée de médecins est chargée d'examiner l'état mental du Prince, qui a alors douze ans, afin de déterminer sa capacité à régner. Le prince est observé attentivement pendant deux semaines avant que l'assemblée de médecins ne le déclare inapte à régner. Il est ainsi exclu de la succession. Ses jeunes frères Charles et Ferdinand le remplacent dans l'ordre de succession. Philippe reste à Naples loin de la cour. Son frère Ferdinand IV venait le voir souvent et le traitait avec gentillesse. En 1768, Ferdinand IV épouse l'archiduchesse Marie-Caroline d'Autriche, dont il a une nombreuse progéniture. En 1775 nait l'héritier attendu qui est prénommé Charles en l'honneur de son grand-père le roi Charles III d'Espagne. Le 19 août 1777 nait un second fils qui est prénommé François en l'honneur de son grand-père maternel, le défunt empereur François Ier du Saint-Empire. La succession aux trônes de Naples et de Sicile est assurée.

### Mort
En septembre 1777, le prince Philippe-Antoine contracte la variole. Le roi et la reine, craignant la contagion, s'enfuient à Caserte.  Philippe-Antoine meurt au Palais de Portici à l'âge de trente ans. Il est enterré à la Basilique Santa Chiara de Naples.